# Алібей (полігон)
Державний випробувальний полігон «Алібей» — український військовий полігон, розташований в Одеській області. На полігоні відбуваються випробування ракетного та іншого озброєння України. Необхідність створення ракетного полігону зумовлена неможливістю проведення таких випробувань на території анексованого Криму.

## Історія
У листопаду 2015 року була спроба проведення ракетних пусків С-125 «Печора-2Д» на території Національного природного парку «Тузлівські лимани», проте вона невдалася через протидію заповідника. Далі у січні 2016 державні інспектори Державної екологічної інспекції Північно-Західного регіону Чорного моря склали акт обстеження з фіксуванням пошкодженням ґрунту та засмічення території НПП «Тузлівські лимани». Далі НПП «Тузлівські лимани» здійснив розрахунок нанесених збитків на суму понад 10,5 млн грн, які в претензії від 11 березня 2016 року № 172/01/29-16 виставлено Повітряному командуванню «Південь». Того ж дня Повітряному командуванню «Південь» запропоновано вирішити проблему шляхом проведення спільних заходів з рекультивації пошкодженої земельної ділянки. У результаті перемовин в березні військові прибрали сміття, а в квітні 2016 року під наглядом співробітників НПП «Тузлівські лимани» провели роботи з відновлення рельєфу (зарито рови, котловани, розрівняно насип, та вирівняно сліди військової техніки).
У 2016 році повідомлялось про розташування полігону поруч з НПП «Тузлівські лимани», перемовини про що здійснювалися Генеральним штабом ЗСУ, проте виникли земельні питання щодо фактичної площі земель, їх власності.
В березні 2017 року в Одеській ОДА було проведено нараду щодо розміщення державного полігону з випробування озброєння та військової техніки в районі населеного пункту Тузли Татарбунарського району. Повідомлялось, що полігон розташовуватиметься за межами заповідника національного значення «Тузлівські лимани».

## Випробування
Згідно окремих повідомлень про проведення випробувань вони здійснювались на ділянці площею 26 га у районі населеного пункту Тузли.
| Дата випробування                | Зброя та техніка, яка випробовувалась     | Суть випробувань |
| -------------------------------- | ----------------------------------------- | --- |
| 22 грудня, 2017                  | Ракетний комплекс «Вільха»                | фінальні випробування — 4 ракетні пуски |
| 17 серпня, 2018                  | Р-360 «Нептун»                            | пробний пуск |
| грудень 2018                     | С-125 «Печора-2Д» Р-360 «Нептун»          | перевірка С-125 на дальність та точність ураження (8 пусків знищили 8 надводних цілей) Р-360 «Нептун» перевірявся на дальність враження цілей (280 км) |
| 04 квітня 2019                   | Вільха-М                                  | випробування знищення цілей на максимальній дальності, точність і ефективність знищення цілі, робота нової системи керування, ефективність нового навігаційного обладнання, та якість роботи нової системи управління пусками |
| 05 квітня 2019 року              | Р-360 «Нептун»                            | випробування в якому взяли участь рухомий командний пункт РКП-360, уніфікована пускова установка УСПУ-360, транспортно-заряджаюча машина ТЗМ-360 та транспортна машину ТМ-360 |
| 21-24 травня 2019 року           | Р-360 «Нептун»                            | заводські випробування Р-360 «Нептун» тестування висотоміра, гіроскопа, навігаційної системи |
| 24 та 25 липня 2019 року         | Вільха-М                                  | ураження цілей на максимальній дальності |
| 30 серпня 2019 року              | Вільха-М                                  | стрільби модернізованими ракетами |
| 18-20 грудня 2019 року           | Вільха-М                                  | здійснено два успішні запуски ракети, ціль знищено на відстані понад 100 кілометрів, кругове відхилення склало менше 30 метрів |
| 31 березня 2020 року, 2-4 квітня | Вільха-М Р-360 «Нептун»                   | Вільха-М здійснювала пуски по Тендрівській косі у Херсонській області Р-360 «Нептун» вразив плавучі мішені-ліхтери |
| 23 — 30 квітня 2020 року         | Вільха-М 9М221Ф «Тайфун-1» Р-360 «Нептун» | льотні випробування ракети Вільха-М постріл 9М221Ф «Тайфун-1» на максимальну дальність (40 км) Для забезпечення телеметричних та траєкторних вимірів польту снарядів застосовано наземний мобільний вимірювальний пункт, створений ДП "КБ «Південне». Р-360 «Нептун» випробувався в умовах протидії засобам РЕБ. Стрільби супроводжувались літаками СУ-27. |
| 27 квітня 2020 року              | Р-360 «Нептун»                            | льотні випробування зі створенням реальних радіоперешкод для головки самонаведення ракети та залученням авіації (СУ-27) |
| 29 травня 2020 року              | Р-360 «Нептун»                            | одночасне ураження двох надводних цілей, розташованих на відстані в 10-15 кілометрів одна від одної у відкритому морі. Перша та друга ракети пролетіли 85 км, та 110 км відповідно. |
| 17 червня 2020 року              | Р-360 «Нептун»                            | ракета була випробувана з бойовою частиною. |
| 28 липня 2021 року               | 9М221Ф «Тайфун-1» 9К79-1 «Точка-У»        | Попередні випробування 9М221Ф «Тайфун-1». Стрільби модернізованими та відновленими ракетами для тактичного ракетного комплексу 9К79-1 «Точка-У». |